# فردیناند فون لیندمن
کارل لویس فردیناند فون لیندمن (به آلمانی: Ferdinand von Lindemann؛ ۱۲ آوریل ۱۸۵۲–۶ مارس ۱۹۳۹) ریاضیدان اهل آلمان بود. شهرت او برای این است که در سال ۱۸۸۲ اثبات کرد که عدد π (پی) یک غیر جبری و عدد متعالی است و نمی‌تواند ریشه آن یک چند جمله‌ای با ضرایب عدد گویا باشد. این کشف بزرگ، یعنی این که عدد پی عددی گنگ است، به سالها تلاش ریاضی‌دانان برای تربیع دایره پایان داد.